# メラニン

メラニン色素の一つユーメラニンの構造式の一部。(COOH)は-COOH又-H、稀に他の置換基。矢印の先にはポリマー構造が続いている。

メラニン色素の一つフェオメラニンの構造式の一部。

メラニン (melanin) は、ヒトを含む動物、植物、原生動物、また一部の菌類、真正細菌において形成される色素である。メラニン色素ともいう。

## 概要
メラニンは、黒褐色の真性メラニン（eumelanin、ユーメラニン）と、橙赤色の亜メラニン（Pheomelanin、フェオメラニン）の2種類に分けられる。脊椎動物では、大半が皮膚の表皮最下層の基底層や毛髪の毛母などにあるメラノサイト（色素細胞）で生成され、一部は網膜色素上皮細胞で生成される。
メラノサイトが増殖して多く集まっている部分がほくろで、ほくろにはメラニンが多いため黒くなる。
メラノサイトはメラニンを生成する機能があるのみで、メラニンを貯蔵する細胞ではない。メラニンは蛋白質と固く結合しており、微細な顆粒状をしているが、その生成過程は複雑である。名前から、メイラード反応によるものと間違えられやすいが、メラニンの生成はメイラード反応によるものではない。
メラニンのルーツは、アミノ酸の一つであるチロシンである。このチロシンにチロシナーゼという酸化酵素が働き、ドーパという化合物に変わる。更にチロシナーゼはドーパにも働きかけ、ドーパキノンという化合物に変化させる。ドーパキノンは化学的反応性が高いので、酵素の力を借りる事なく次々と反応していく。ドーパクロム、インドールキノンへと変化し、最終的には酸化、重合し、黒褐色の真性メラニンとなるが、構造は大変複雑であり、表記は難しい。一方、ドーパキノンとシステインが反応することで、システィニルドーパを経て亜メラニンが合成される。メラニンは水や全ての有機溶媒に不溶で、特に亜メラニンは極めて安定である。

## ガン
皮膚がんでメラノサイトのがんは、悪性黒色腫（メラノーマ）と呼ぶ。
人間などの動物は、細胞核のDNAを損壊する太陽からの紫外線を毛や皮膚のメラニン色素で吸収する。遺伝的にメラニンが全く合成されない個体をアルビノといい、こうした個体は紫外線によって皮膚がんになりやすい。逆に、肌の色が濃い人は、皮膚がんになりにくい。

## 動物におけるメラニン
イカ墨などの頭足類が吐く墨に含まれる。
細菌や真菌などの微生物が、紫外線や活性酸素などから身を守るのに用いる。そのほかにも、高温、重金属や酸化剤などの化学ストレス、微生物の侵入を防ぐための宿主の防衛機能から防ぐ役割も担う。
放射線をエネルギー源とする菌類であるRadiotrophic fungusは、光合成色素としてメラニンを使用する。
節足動物では、殻にメラニンの層を層状に形成することで構造色を形成する。また、節足動物においてメラニンは外骨格に傷がついた場所からカビやバクテリアが侵入しないようする役割も担う。

### 人類の肌
初期人類は、肌の色が明るい色であった。